# John Adolph Shafer
John Adolph Shafer est un botaniste américain, né le 23 février 1863 à Pittsburgh et mort le 1er février 1918.

## Biographie
Diplômé à l’école de pharmacie de Pittsburgh en 1881, il travaille comme pharmacien. Il se marie avec Martha Tisher en 1888. En 1897, il devient gardien au musée du Jardin botanique de New York. Il reçoit, en 1895, un titre honoraire de docteur en pharmacie.
Shafer réalise de nombreux voyages d’études et d’herborisation dans les Caraïbes et en Amérique du Sud : il visite plusieurs fois Cuba entre 1903 et 1912 mais aussi Montserrat, Porto Rico, Vieques, les Îles Vierges (Saint-Thomas, Saint-John et Sainte-Croix) et Anegada. Son dernier voyage le conduit, en 1916-1917, en Argentine et au Paraguay.
Jesse More Greenman (1867-1951) lui a dédié le genre Shafera en 1912. Ignaz Urban (1848-1931) lui a dédié le genre Shaferocharis la même année. En outre, diverses plantes qu’il a été découvertes lui ont été également dédiées.